# Rivière Nun
La rivière Nun est une rivière de l'État de Bayelsa, au Nigeria. Le fleuve Nun se forme lorsque le fleuve Niger se divise en deux à Toru-Abubou, près de la ville d'Agbere dans la zone de gouvernement local de Sagbama dans l'État de Bayelsa, formant les fleuves Nun et Forcados.
Au sortir de son fleuve mère, le Niger, le fleuve Nun coule sur près de 100 milles (160,9344 km) au sud du golfe de Guinée à Akassa. Son cours traverse principalement des zones peu peuplées et des marécages.
Au XIXe siècle, le Nun était une plaque tournante du commerce entre le royaume Igbo, basé à Aboh, et l'Europe. L'histoire commerciale du fleuve a commencé avec le commerce des esclaves, mais a ensuite été remplacée par l'exportation d'huile de palme. Cependant, au tournant du siècle, l'embouchure de la rivière s'est fortement envasée, bloquant le passage. Par la suite, les commerçants ont commencé à utiliser les eaux plus accessibles de la rivière Forcados.
La rivière Nun est immortalisée dans la poésie de Gabriel Okara dans son poème L'appel de la rivière Nun c'est une ode nostalgique à la rivière qui traverse sa maison.